# Ladislav Křeček
Ladislav Křeček, né le 26 août 1950, est un pilote automobile tchécoslovaque de rallyes.

## Biographie
Il commence la compétition en 1976, sur Škoda 110 L Rallye lors du rallye Škoda, et l'achève de façon régulière en 2000 (4e alors du rallye de Příbram en championnat national). Il refait par la suite quelques courses sporadiquement jusqu'en 2007.
Il court sur divers véhicules de la marque Škoda jusqu'en 1990 (110, 120, 130 et Favorit), puis passe sur modèles Ford (Sierra puis Escort en versions RS Cosworth), avec un bref passage sur Lancia Delta HF Integrale en 1994.
Il participe au championnat mondial à 21 reprises, son meilleurs résultat étant une 6e place lors du rallye Sanremo en 1986 avec B.Motl sur Škoda 130LR, épreuve invalidée à postériori, en décembre de la même année.
Ses trois principaux copilotes sont successivement Jaroslav Ginsl de 1976 à 1980, Bořivoj Motl de 1981 à 1990, et Jan Krečman de 1991 à 2000.

## Palmarès

### Titres
(7 titres nationaux)
- Coupe Alpine-Adriatique: 1988 (compétition régionale organisée durant les années 1980 uniquement);
- Triple Champion de Tchéquie des rallyes, en 1996, 1998 et 1999, sur Ford Escort RS Cosworth (copilote J. Krečman);
- Premier du classement aux points "Rally leaders" du championnat en 1992;
- Champion de Tchéquie des rallyes de classe A8, en 1999;
- Champion de Tchéquie des rallyes de classe A7, en 1996 et 1998;
- Champion de Tchéquie des rallyes de classe A (>2000), en 1993;
  - Vice-champion de Tchéquie des rallyes, en 1993, 1994, 1995, 1997 et 2000;
  - Vice-champion de Tchéquie des rallyes de classe A7, en 1997 ;
- * 3e du championnat de Tchéquie des rallyes de classe A8, en 2000;
  - 4e du championnat de Tchécoslovaquie des rallyes, en 1985 et 1988;

## 2 victoires en championnat d'Europe
- Rallye de Bohême: 1996 et 1998;

## 31 victoires en championnat national
- Rallye Krumlov: 1981, 1992, 1993 et 1996;
- Rallye Tríbeč: 1981 et 1985;
- Rallye Sigma: 1981;
- Rallye Barum: 1983 (un an avant son intégration en ERC) et 1996 (2e au général) (2e en 1996, 1998 et 1999, 3e en 1982 et 1993);
- Rallye Valašská: 1985, 1988, 1991, 1994 et 1996;
- Rallye Sklo: 1986 et 1987;
- Rallye Příbram: 1991;
- Rallye Šumava: 1992;
- Rallye Tatry: 1992 et 1993 (Slovaquie);
- Rallye Příbram: 1992;
- Rallye Novoborská: 1993;
- Rallye Gemer: 1993 (Slovaquie);
- Rallye Horácká: 1994;
- Rallye Úslava: 1996;
- Rallye de Bohême: 1996 et 1998 (2e en 2000, 3e en 1990 et 1995);
- Rallye Vyškov: 1996;
- Rallye Horácká: 1996;
- Rallye Paramo: 1999;
- Rallye Horácká: 1999.